# Calanthe carrii
Calanthe carrii är en orkidéart som beskrevs av Rafaël Herman Anna Govaerts. Calanthe carrii ingår i släktet Calanthe och familjen orkidéer. Inga underarter finns listade i Catalogue of Life.